# Georgina Bardach
Georgina Bardach Martin, född 18 augusti 1983 i Concordia, är en argentinsk simmare.
Bardach blev olympisk bronsmedaljör på 400 meter medley vid sommarspelen 2004 i Aten.